# Àngels i dimonis (pel·lícula)
Àngels i dimonis (en anglès, Angels & Demons) és una pel·lícula que s'estrenà als Estats Units i a Espanya el 15 de maig de 2009, basada en la novel·la Àngels i dimonis de Dan Brown. El director Ron Howard, qui dirigí El codi Da Vinci, també adaptat d'un llibre de Brown, estrenà l'esperada versió cinematogràfica el maig de 2009 i obtingué un gran èxit.

## Argument

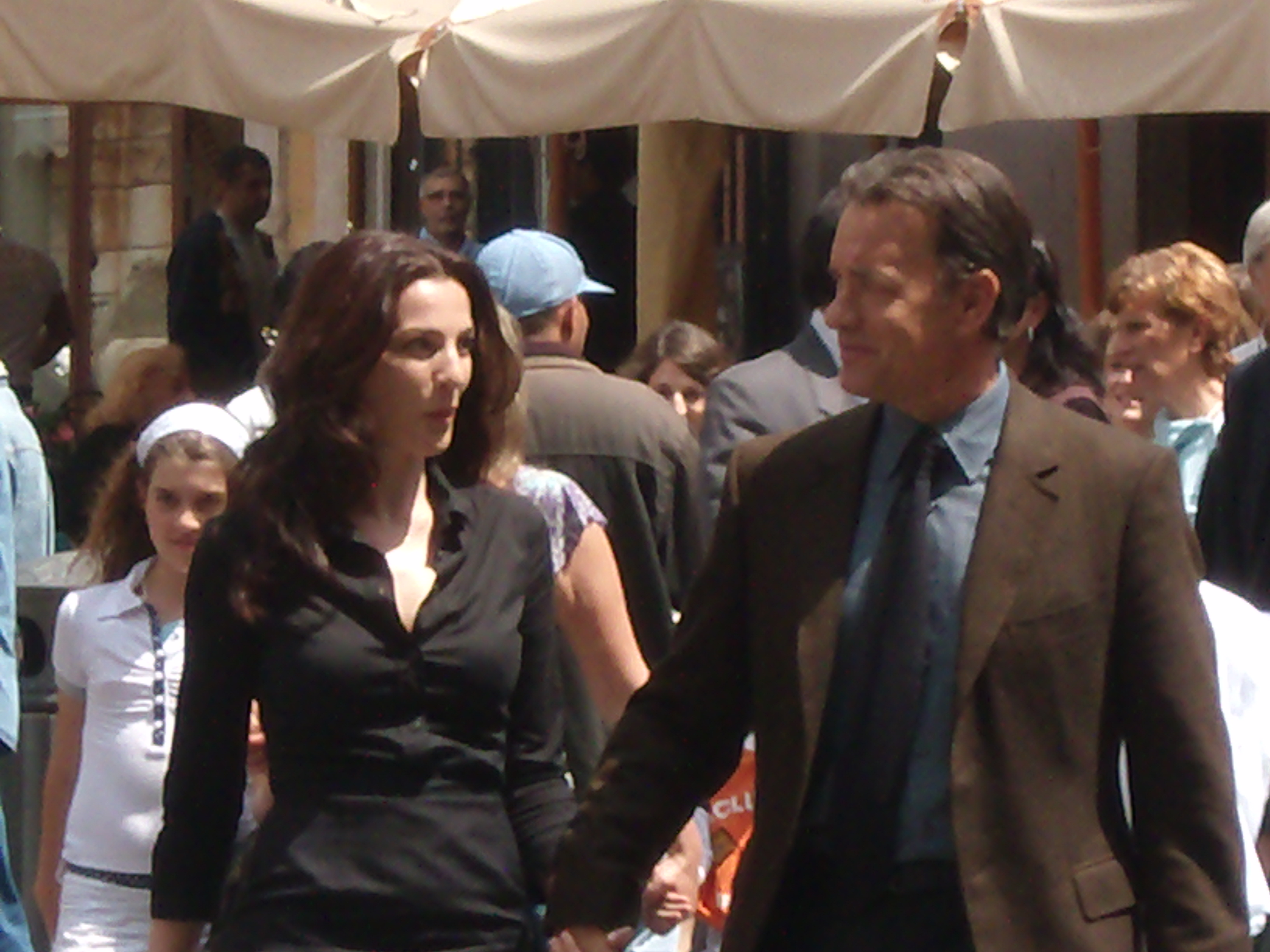
Tom Hanks i Ayelet Zurer fora del Panteó de Roma.

Robert Langdon (Tom Hanks) descobreix la prova de la reaparició d'una antiga confraria secreta coneguda com els Illuminati: la més poderosa organització secreta en la història, que al seu torn també s'enfronta a una amenaça que fa que perilli la seva existència: l'Església Catòlica. Quan Langdon s'assabenta que els Illuminati conspiren en contra de l'Església intentant detonar una bomba d'antimatèria, ell es dirigeix a Roma, on uneix forces amb Vittoria Vetra (Ayelet Zurer), una bella i enigmàtica científica italiana.
S'embarquen en un viatge sense descans al llarg d'un sol dia, replet d'acció a través de criptes segellades, perilloses catacumbes, catedrals desertes i fins al cor de la més secreta volta a la terra. Langdon i Vetra seguiran pistes de 400 anys d'antiguitat que marquen al Vaticà com l'única esperança de supervivència.
L'equip darrere del fenomen mundial El codi Da Vinci s'endinsa novament en aquesta pel·lícula, Àngels i dimonis, basada en el best-seller de Dan Brown. Ron Howard dirigeix la pel·lícula, produïda per Brian Grazer, Ron Howard i John Calley. El guió és de David Koepp i Akiva Goldsman.

## Diferències amb el llibre
- En el llibre, Robert Langdon és cridat pel CERN, mentre que a la pel·lícula és cridat pel Vaticà.
- En el llibre, el científic que mor en el CERN és el pare de Vittoria Vetra, a la pel·lícula és un company d'investigació.
- En el film tota l'acció dintre del CERN així com la participació del director, Maximilian Kohler; són omeses.
- En el llibre l'assassí es comunica amb el camarlenc per una trucada telefònica que fa al Vaticà; mentre que a la pel·lícula envia un vídeo amb un missatge i les imatges dels cardenals segrestats.
- En el llibre l'assassí crida a la BBC, perquè el reporter assignat en el reportatge de l'informe al món dels esdeveniments d'aquesta nit; mentre que a la pel·lícula ometen totalment aquesta part de la història.
- En el llibre, el Camarlenc es diu Carlo Ventresca, i a la pel·lícula, Patrick McKenna.
- En la novel·la el comandant de la guàrdia suïssa és Olivetti, sent a la pel·lícula Ritcher (qui a la novel·la és el segon al comandament de la Guàrdia suïssa i el seu nom és Rocher).
- En el film, Olivetti és un inspector.
- En el film Langdon rescata al cardenal Baggia a la font dels quatre rius; a la novel·la el cardenal mor ofegat i l'assassí creu ofegar a Langdon també, després de forcejar amb ell a la font.
- En el film el Papa és el pare adoptiu del camarlenc, però a la novel·la és el pare biològic.
- En la novel·la, El Camarlenc se suïcida cremant-se a la balconada papal en veure que tots els cardenals es van adonar de la seva traïció a l'Església i també perquè descobreix que el seu pare era el papa que va assassinar. A la pel·lícula, quan es veu acorralat per la Guàrdia suïssa pren una llumenera i s'immola a si mateix dintre de l'església.
- El Cardenal encarregat de guiar al conclave, a la novel·la anomenat Mortati, es diu Strauss.

## Repartiment
- Tom Hanks com el professor Robert Langdon
- Ayelet Zurer com la científica Vittoria Vetra
- Ewan McGregor com el Camarlengo Patrick McKenna, Carlo Ventresca al llibre.
- Pierfrancesco Favino com l'inspector Ernesto Olivetti
- Stellan Skarsgård com el comandant de la Guàrdia suïssa Ritcher
- Nikolaj Lie Kaas com el Assasin
- David Pasquesi com Claudio Vincenzi
- Armin Mueller-Stahl com el cardenal Strauss (Mortati) al llibre